# Tove Larsen (atlet)
Tove Larsen  (født 1937) er en tidligere dansk atlet. Hun var medlem af Esbjerg AF.
Tove Larsen vandt seks danske mesterskaber og nåede syv landskampe.

## Danske mesterskaber
- Bronze 1958 100 meter 12,5
- Bronze 1958 200 meter 26,5
- Bronze 1958 80 meter hæk 12,7
- Guld 1957 100 meter 12,7
- Guld 1957 200 meter 26,0
- Bronze 1957 Længdespring 5,04
- Guld 1956 Ottekamp 5562p
- Sølv 1956 100 meter 12,9
- Sølv 1956 200 meter 26,4
- Guld 1956 Ottekamp 5617p
- Sølv 1955 200 meter 26,7
- Sølv 1955 Længdespring 5,24
- Bronze 1955 100 meter 12,6
- Guld 1954 60 meter 7,8
- Sølv 1954 100 meter 13,0
- Sølv 1954 200 meter 26,7
- Guld 1954 60 meter 8,1
- Sølv 1954 Længdespring 5,04
- Sølv 1953 100 meter 13,1

## Personlige rekorder
- 60 meter: 7,6 1955
- 100 meter: 12,4 1957
- 200 meter: 26,0 1957
- 400 meter: 60,7 1958
- 800 meter: 2.20,0 1955
- 80 meter hæk: 12,7 1958 ?
- Højdespring: 1,45 1958
- Længdespring: 5,35 1956
- Kuglestød: 9,28 1956
- Spydkast: 34,65 1955